# Dumas (Mississippi)
Dumas é uma cidade  localizada no estado americano de Mississippi, no Condado de Tippah.

## Demografia
Segundo o censo americano de 2000, a sua população era de 452 habitantes.
Em 2006, foi estimada uma população de 459, um aumento de 7 (1.5%).

## Geografia
De acordo com o United States Census Bureau tem uma área de
10,1 km², dos quais 10,1 km² cobertos por terra e 0,0 km² cobertos por água. Dumas localiza-se a aproximadamente 199 m acima do nível do mar.

## Localidades na vizinhança
O diagrama seguinte representa as localidades num raio de 24 km ao redor de Dumas.